# Julio Ríos Gallego
Julio Ríos Gallego (Cali, 22 de març de 1973) és un enginyer civil, conferenciant, tutor, professor de matemàtica i física colombià.
Va néixer a Cali, va anar a la primària i secundària al «Colegio Lacordaire», on fou un dels millors estudiants de la seva generació. Va realitzar els seus estudis d'enginyeria civil a la «Universidad del Valle». És casat i és pare de dues filles. Actualment viu a la seva ciutat natal.
Ha estat professor de col·legis i universitats, com el "Colegio Hebreo Jorge Isaacs", la Corporació Universitària Minut de Déu i la Facultat de Medicina de la Universitat San Martín de Cali.
Buscant motivar els alumnes, el 6 d'abril de 2009 portà les seves classes a la internet, més precisament a Youtube amb el canal Julioprofe. El canal compta amb més de 500.000 subscriptors a Youtube. Els seus videos educatius tenen 67 milions de reproduccions anuals.
És un referent mundial per la realització de materials i vídeos d'aprenentatge virtual i d'educació gratuïta en les àrees d'àlgebra, geometria, trigonometria, geometria analítica, càlcul, física, àlgebra lineal i matemàtiques superiors. Utilitza esquemes d'ensenyament en què el professor tutor i l'estudiant poden aprendre des del seu ordinador, telèfon intel·ligent, iPod, o casa seva en qualsevol moment.
Des de setembre de 2011 forma part del projecte educatiu Acadèmia Vásquez, responsable de la Producció de vídeos d'àlgebra i Representant a Colòmbia de projecte educatiu.
És considerat uns casos reeixits de colombians a Youtube, els seus vídeos són dels més vistos de Youtube a Colòmbia.
Ha estat nominat als Premis "Millors Líders de Colòmbia el 2012" i al "Premi Revolucionari " el 2013 en la categoria Innovació.